# Miquel Sitjà
Miquel Sitjà Soler (San Pedro Pescador, Gerona, España; 1 de abril de 1948) fue un futbolista español que se desempeñaba como delantero.

## Clubes
| Club     | País   | Año         |
| -------- | ------ | ----------- |
| Elche CF | España | 1971 - 1979 |